# Robert Kerr (scrittore)
Robert Kerr (Roxburghshire, 1755 – 11 ottobre 1813) è stato un saggista e traduttore scozzese.

## Biografia
Kerr nacque a Roxburghshire ed era figlio di un gioielliere. Studiò medicina all'università di Edimburgo e praticò all'ospedale dei trovatelli di Edimburgo come chirurgo. Tradusse in inglese alcune opere scientifiche, come il Traitée Elémentaire de Chimie di Antoine Lavoisier nel 1789. Nel 1792, pubblicò The Animal Kingdom, i primi due volumi di una traduzione in quattro tomi del Systema Naturae di Linneo ed è spesso citato come l'autorità tassonomica di un gran numero di specie. (Non tradusse mai, comunque, gli altri due volumi.)
Nel 1794 lasciò il suo posto di chirurgo per dirigere una cartiera. Con questo incarico perse gran parte della sua fortuna. Spinto dalla necessità economica cominciò di nuovo a scrivere nel 1809, pubblicando tutta una serie di opere minori, tra cui, su richiesta, la General View of the Agriculture of Berwickshire. Il suo ultimo lavoro fu una traduzione delle Recherches sur les ossements fossiles de quadrupedes di Cuvier, che venne pubblicata dopo la morte di Kerr con il titolo "Essays on the Theory of the Earth".
Gli altri suoi lavori comprendono un massiccio studio storico intitolato A General History and Collection of Voyages and Travels in diciotto volumi. Kerr cominciò la serie nel 1811, dedicandola a Sir Alexander Cochrane, K.B., Viceammiraglio del Bianco. La pubblicazione non cessò con la morte di Kerr nel 1813; gli ultimi volumi furono pubblicati negli anni 1820.
| Kerr è l'abbreviazione standard utilizzata per le specie animali descritte da Robert Kerr. Categoria:Taxa classificati da Robert Kerr |